# Дмитриев, Михаил Дмитриевич (государственный деятель)
Михаил Дмитриевич Дмитриев (1846 — 10 (23) марта 1917) — член Государственного совета, действительный тайный советник.

## Биография
Из дворян. Образование получил в Константиновском Межевом институте, по окончании которого 18 августа 1864 в чине прапорщика межевых инженеров вступил на службу в Межевой корпус. В 1867 назначен старшим землемерным помощником, в 1868 — помощником орловского губернского землемера, а затем помощником ревизора Орловской контрольной палаты; с 1870 старший ревизор той же палаты.
В 1882 причислен к Государственному контролю, а в 1883 назначен делопроизводителем канцелярии Государственного контроля и членом комиссии статс-секретаря Философова по пересмотру законоположения о казенных заготовках и хозяйственных операциях.
18 января 1886 произведен в действительные статские советники. В 1886—1892 вице-директор канцелярии Министерства путей сообщения.
В 1892 перешел на службу в Министерство финансов и назначен вице-директором Департамента государственного казначейства. В том же году был представителем от Министерства финансов в Комиссии по пересмотру законоположений о судебной части в Империи, а в 1894 представлял Министерство финансов в Комиссии для разработки представлений об улучшении судебной части в Сибири.
В 1895—1902 директор Департамента государственного казначейства. 14 мая 1896 получил чин тайного советника. С 1902 по 1905 товарищ министра финансов (при министрах Э. Д. Плеске и В. Н. Коковцове).
В ноябре 1905 назначен членом Государственного совета; в реформированном в 1906 Государственном совете вошел в состав присутствующих членов; являлся членом 2-го Департамента Государственного совета, избирался председателем финансовой комиссии.
В августе 1905 — апреле 1906 входил в состав Особого совещания для рассмотрения дополнительных правил к узаконениям о Государственной думе, а с октября 1905 по декабрь 1906 — в состав Особого совещания для разработки необходимых изменений в действующем Учреждении Государственного совета. С декабря 1910 член Комитета финансов.
1 января 1912 произведен в действительные тайные советники.
Состоял членом Алексеевского Главного комитета по призрению детей лиц, погибших в войну с Японией, и членом комитета Главного Попечительства детских приютов ведомства учреждений императрицы Марии.

## Награды
- орден Святого Станислава 1-й степени (1891)
- орден Святой Анны 1-й степени (1895)
- орден Святого Владимира 2-й степени (1899)
- орден Белого Орла (1902)
- орден Святого Александра Невского (1905)
- алмазные знаки к ордену Св. Александра Невского (1914)